# Ratpenat groc colombià
El ratpenat groc colombià (Rhogeessa minutilla) és una espècie de ratpenat de la família dels vespertiliònids. Viu a Colòmbia i Veneçuela. El seu hàbitat natural són les zones amb cactus columnars. Es tracta d'un animal insectívor. Està amenaçat per la destrucció del seu hàbitat a causa de les activitats humanes.